# Pierre Laurent Wantzel
Pierre Laurent Wantzel (Paris, 5 de junho de 1814 — Paris, 21 de maio de 1848) foi um matemático francês.
Wantzel mostrou em um trabalho de 1837 que é impossível, apenas com construções com régua e compasso, obter a duplicação do cubo bem como a trissecção do ângulo

## Publicações
- Recherches sur les moyens de reconnaître si un Problème de Géométrie peut se résoudre avec la règle et le compas, Journal de Mathématiques Pures et Appliquées, 1837, 1,2, 366-372.